# Valentina Manic
Valentina Manic (n. 14 august 1956) este o contabilă și economistă din Republica Moldova, deputat în  legislatura 2021-2025 a Parlamentului Republicii Moldova, reprezentantă a Partidului Acțiune și Solidaritate (PAS).

## Biografie
Valentina Manic a lucrat o perioadă îndelungată la Consiliul raional Hîncești. Din 1985 a fost contabilă și economistă principală la Direcția de învățământ, ulterior din 1990 a fost economistă și șefă a Direcției Finanțe.
În 2005-2012 a fost contabilă-șefă la o fabrică de vin din Hîncești, iar în 2015-2020 a fost consilieră financiară la o companie de asigurări.

### Activitate politică
În 2020 a preluat funcția de vicepreședinte al raionului Hîncești.
Face parte din PAS din 2017, când a devenit președinta Organizației teritoriale din Hîncești. A candidat cu numărul 17 pe lista Partidului Acțiune și Solidaritate la alegerile parlamentare din 2021 și a acces în parlament.